# Vyšní Lhoty
Vyšní Lhoty (en allemand : Ober Ellgoth) est une commune du district de Frýdek-Místek, dans la région de Moravie-Silésie, en République tchèque. Sa population s'élevait à 857 habitants en 2021.

## Géographie
Nižní Lhoty se trouve sur la rive droite de la Morávka, au pied des Beskides de Moravie-Silésie. Elle est située à 9 km au sud-est de Frýdek-Místek, à 25 km au sud-est d'Ostrava et à 293 km à l'est-sud-est de Prague.
La commune est limitée par Nižní Lhoty et Dobratice au nord, par Komorní Lhotka et Morávka à l'est, par Pražmo au sud, et par Raškovice à l'ouest.

## Histoire
La première mention écrite de la localité date de 1292.

## Galerie

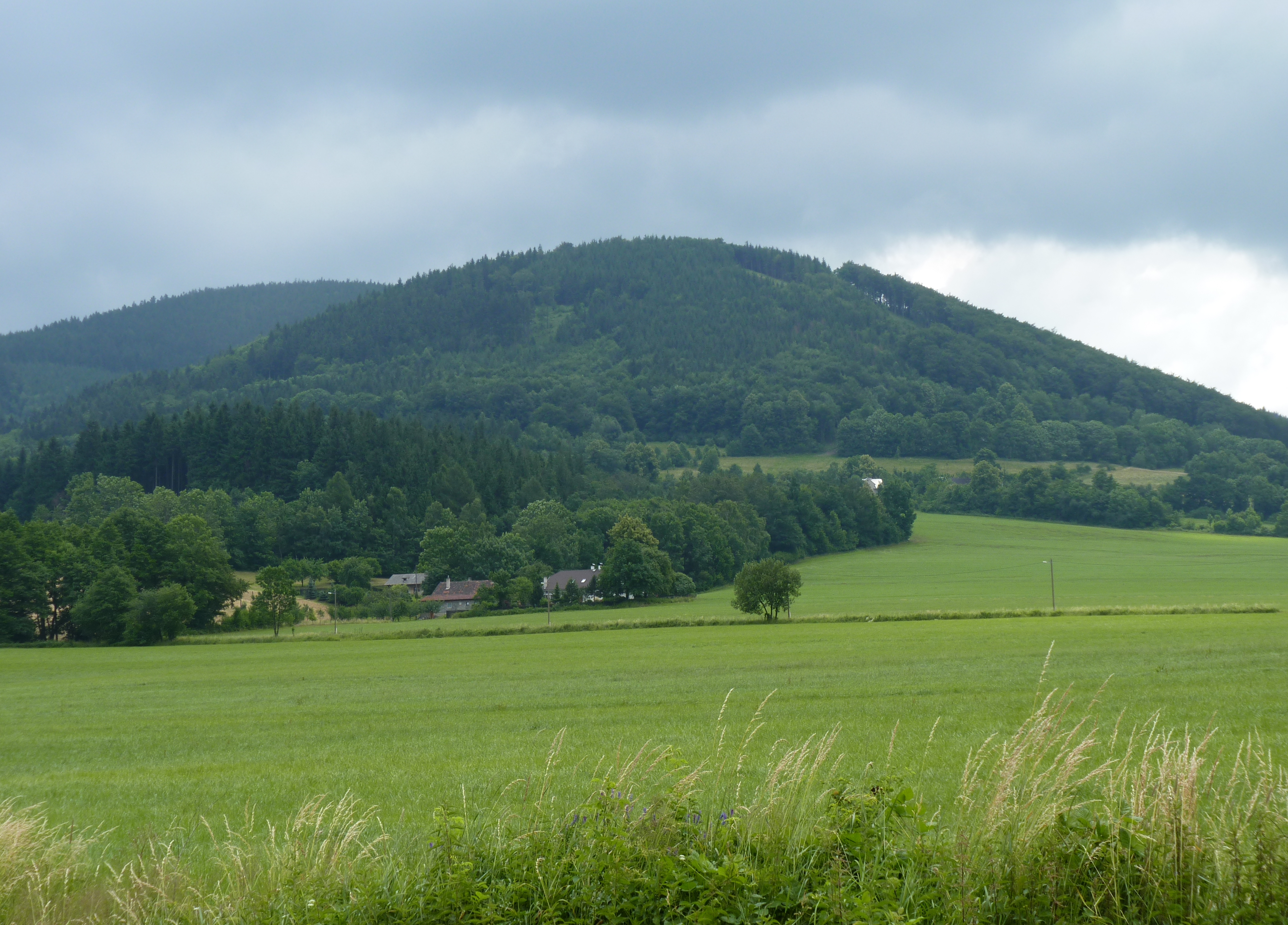
Mont Malá Prašivá (706 m).
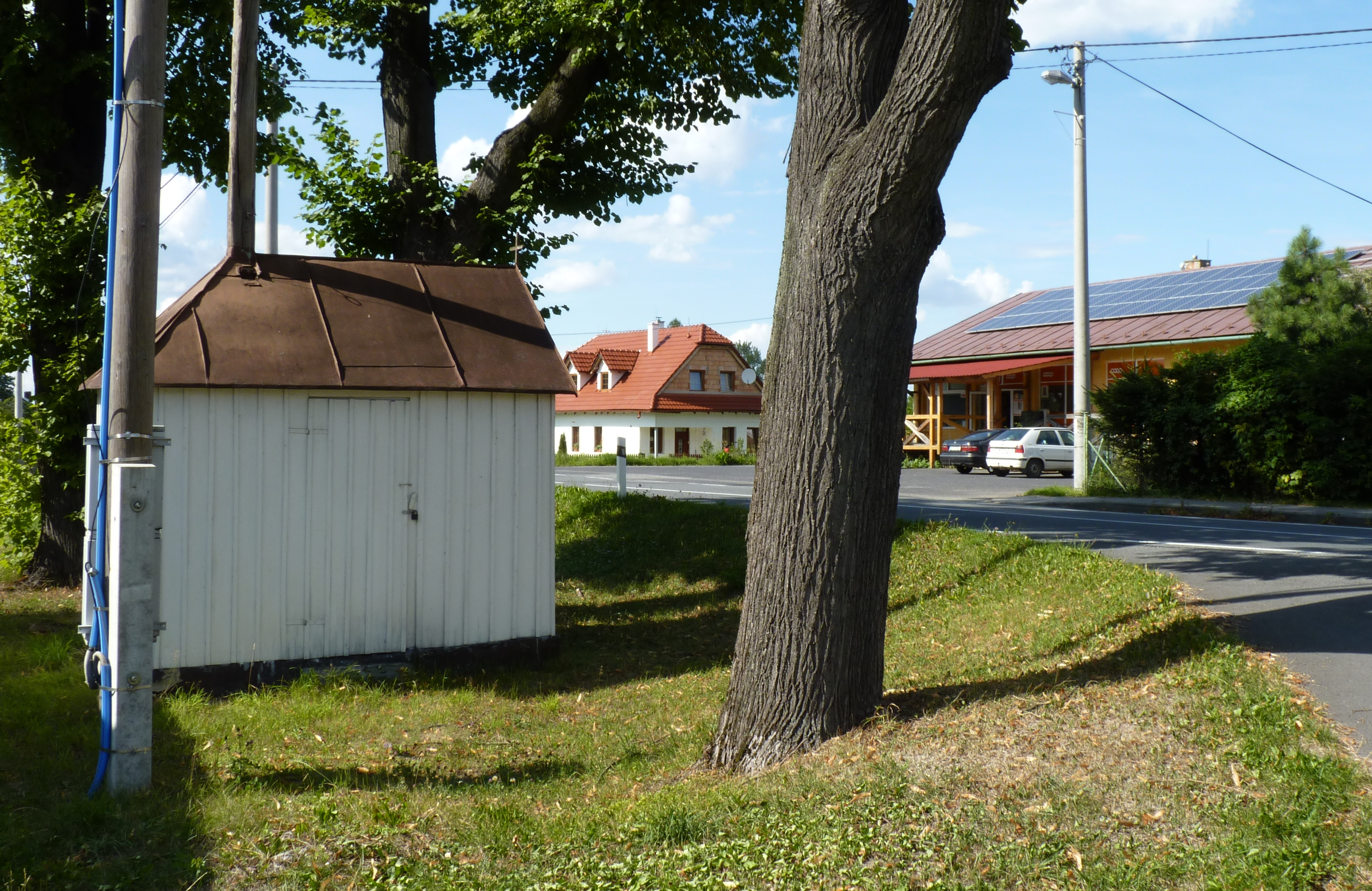
Chapelle à Vyšní Lhoty.

## Transports
Par la route, Vyšní Lhoty se trouve à 12 km de Frýdek-Místek, à 34 km d'Ostrava et à 364 km de Prague.